# Тазівський півострів
68°35′00″ пн. ш. 76°00′00″ сх. д. / 68.583333333333° пн. ш. 76° сх. д.
Тазівський півострів — півострів на півночі Західно-Сибірської рівнини, між Обською губою на заході і Тазівською губою на сході. Довжина близько 200 км, ширина в середньому 100 км, висота до 100 метрів. Поверхня рівнинна, слабо нахилена на схід до Тазівської губи і уривається крутими уступами на заході до Обської губи. Рослинність - мохово-лишайникова і чагарникова тундра. Поверхня покрита численними озерами і болотами. Є родовища газу.